# Teary Eyed
Teary Eyed je druhý singl americké raperky Missy Elliott z alba The Cookbook a byl vydaný v září 2005. Po delší době Missy vydala jako singl zpívanou Hip hop baladu, jako již předtím Beep Me 911, All N My Grill a One Minute Man.

## Neúspěch v hitparádách
Ve Spojených státech se singl nedostal do hitparády Billboard Hot 100 a stal se doposud jejím nejméně úspěšným singlem.V Anglii byl singl vydaný 25. září 2005, ale tam taky nebyl úspěšný, nedostal se ani do top 40 a umístil se pouze na 47. místě. Kvůli neúspěchu byl singl rychle stažen z playlistů rádií. V Austrálii v oficiální hitparádě ARIA Chart se singl umístil na 36. místě.

## Track list
UK CD Singl
1. "Teary Eyed" (radio version)
2. "Lose Control" (Featuring Ciara & Fatman Scoop) (Jacques Lu Cont mix – edit)

UK Vinyl Singl
1. "Teary Eyed" (radio version)
2. "Teary Eyed" (instrumental)
3. "Teary Eyed" (a capella)
4. "Lose Control" (featuring Ciara & Fatman Scoop) (Jacques Lu Cont mix)

Remix CD Singl
1. "Teary Eyed" (Tiefschwarz Club Mix)
2. "Teary Eyed"(Maurice Beats)
3. "Teary Eyed"(ATFC Club Mix)
4. "Teary Eyed"(ATFC Drumdub)
5. "Teary Eyed"(Maurice Club Mix)
6. "Teary Eyed"(Tiefschwarz Dub)
7. "Teary Eyed"(Sugardip Club)
8. "Teary Eyed"(Sugardip Morning After Mix)

## Charts
| Chart (2006)       | Nejvyšší pozice |
| ------------------ | --------------- |
| Austrálie - Singly | 36              |
| Švýcarsko - Singly | 38              |
| Irsko - Singly     | 44              |
| Anglie - Singly    | 47              |
| Německo - Singly   | 64              |